# Otto IX van Tecklenburg
Otto IX van Tecklenburg (1465-1534) was van 1508 tot aan zijn dood graaf van Tecklenburg. Hij behoorde tot het huis Schwerin.

## Levensloop
Otto IX was de oudste zoon van graaf Nicolaas III van Tecklenburg en diens echtgenote Mathilde, dochter van Willem II van Polanen, heer van Berg, Hedel, Millenberg en Dedam. 
In 1493 kwam zijn jongere broer Nicolaas IV in opstand tegen zijn vader. Nicolaas III werd gevangengezet, maar terug vrijgelaten nadat hij het graafschap Lingen aan Nicolaas IV had afgestaan. De andere helft van het graafschap Tecklenburg erfde Otto IX na de dood van zijn vader in 1508.
In 1534 stierf Otto IX waarna zijn zoon Koenraad hem opvolgde als graaf van Tecklenburg.

## Huwelijk en nakomelingen
In 1492 huwde Otto IX met Irmgard (overleden in 1540), dochter van graaf Johan I van Rietberg. Ze kregen volgende kinderen:
- Margaretha, jong gestorven
- Willem, jong gestorven
- Nicolaas (overleden in 1534), domheer in Keulen
- Otto (overleden in 1562), proost in Osnabrück
- Anna (1500-1554), huwde in 1534 met graaf Filips I van Solms-Braunfels
- Koenraad (1501-1557), graaf van Tecklenburg